# Триандафиллидис, Манолис
Манолис Триандафиллидис (греч.  Μανόλης Τριανταφυλλίδης; 15 ноября 1883, Афины — 20 апреля 1959, Афины) — греческий лингвист, один из основателей «Общества образования» продвигавшего использование современного разговорного языка димотики в греческое образование. Внёс большой вклад в образовательные программы правительств Элефтериоса Венизелоса.
В 1939 году, в период военной диктатуры генерала Метаксаса, ему было поручено издание грамматики на димотике — «Новогреческая грамматика».
Завещал своё духовное и материальное состояние, в том числе свою огромную библиотеку, философскому факультету Университета Аристотеля в Салониках, создав (в 1959) Фонд его имени, который продолжает своими значительными публикациями и другой деятельностью «культивирование народного языка и поощрение образования греческого народа» согласно пожеланию дарителя.

## Биография
Манолис Триандафиллидис родился в Афинах в 1883 году.
Его отец, Александрос, был македонянином из города Козани, с корнями из села Ксироливадон в Иматии.
Мать, Июлия Родоканаки была родом с острова Хиос.
Манолис Триандафиллидис учился в Гимназии Варвакиса. С детства имел склонность к математике, что послужило причиной его первоначального поступления в 1900 году на физико-математический факультет Афинского университета. Однако через год он поменял ориентацию и поступил на философский факультет.
По другим источникам на физико-математический факультет он поступил по настоянию отца, а на философский факультет он поступил с помощью матери.
Он был учеником известного лингвиста Г. Хадзидакиса, под влиянием которого он подошёл к научному рассмотрению греческого языка.
Позже, освободившись от консерватизма языка Кафаревуса факультета своей семьи и своего окружения в целом, он приблизился к идеологии сторонников современного разговорного языка димотики.
После чего, в 1905 году, он отправился в Германию, чтобы продолжить своё образование.
Полгода он учился в Мюнхене, после чего перебрался в Хайдельберг, где посещал так называемый летний семестр. Вернувшись в Мюнхен продолжил учёбу до июля 1908 года. Посещал уроки лингвистики, византинистики (у Карла Крумбахера), античной филологии, философии и педагогики. В 1908 году он написал докторскую диссертацию, под руководством Карла Крумбахера.
Его докторская диссертация Studien zu den Lehnwortern der mittelgriechischen Vulgarliteratur (Исследования о заимствованных словах народной греческой средневековой литературы) была напечатана в Марбурге в 1909 году.
Последовала поездка в Швейцарию, где он посещал школы, углубляя свои знания в области образования.
В Марбурге он также посещал уроки лингвиста Альберта Тумба (Albert Thumb).
В 1907 году он совершает поездку в Париж, поставив себе целью посетить Янниса Психариса. Встреча состоялась 10 октября 1907 и имела далеко идущие последствия как в личных отношениях двух лингвистов, так и в их позициях в языковом вопросе.
Ещё до своего возвращения в Грецию, он приступил к созданию Общества образования, которое сумело представить разговорный язык Димотика как символ языковой революции, что имело и политические последствия.
После завершения учёбы и промежуточных поездок в Англию и Париж, он вернулся в Грецию в 1912 году, с началом Балканских войн. В 1913 году он был назначен в, созданную несколькими годами ранее, редакцию Исторического словаря Греческого языка. Он оставался на этом посту до июня 1917 года.
В разгар Первой мировой войны, Триандафиллидис, вместе с Александром Делмузосом были приглашены правительством Элефтерия Венизелоса издать первые школьные книги на димотике Одновременно он был назначен инспектором начального образования.
Эта реформа было резко прервана в 1920 году, после падения правительства Венизелоса и прихода к власти правительства монархистов. Более того, Комиссия попечительства правительства Димитриос Гунариса в своём докладе даже поощряла «выбросить эти книги из школ и сжечь».
В том же 1920 году Триандафиллидис вновь уехал в Германию, откуда вернулся в 1923 году при революционном правительстве Н.Пластираса. В июне 1923 года он получил назначение в Фольклорный архив, после чего вновь стал верховным инспектором начального образования и преподавателем Педагогической академии.
В 1926 году он стал профессором Университета Аристотеля в Салониках.
Салоникский университет предложил ему идеологическую свободу, в которой ему отказывали Афинский университет и Афинская академия, где господствовали лингвистический консерватизм афинского философского факультета и, в особенности, отделения классической филологии, которое в тот период находилось под идеологическим влиянием профессора и впоследствии академика И. Стаматакоса. Стаматакос в своей речи описывал Триандафиллидиса ни много ни мало как преступника.
Он оставался на этом посту до января 1935 года, когда подал в отставку, чтобы полностью посвятить себя написанию своей Грамматики.
Триандафиллидис оставил свою кафедру в македонской столице и вернулся в Афины, где был занят исключительно написанием своей работы Историческое вступление, на основе которой позже он написал Новогреческую грамматику.
Эта грамматика Триандафиллидиса была по сути готова, когда пришедший к власти в 1936 году генерал Метаксас создал комиссию, под председательством Триандафиллидиса для издания грамматики димотики.
Грамматика Триандафиллидиса основана на народном языке, но в определённой степени принимает, в том что касается лексики, статус, установленный кафаревусой.[прояснить]
Грамматика Триандафиллидиса «узаконила» компромисс, предложенный образовательной реформой 1917—1920 годов.
Однако филолог и лексикограф Эммануил Криарас писал, что Триандафиллидис считал, что последнее слово в этом вопросе скажет дальнейшее развитие языка димотики.
В годы тройной германо-итало-болгарской оккупации Греции Триандафиллидис уединился в своём доме в Афинах.
С окончанием войны, в 1945 году совершил трёхмесячную поездку в Египет, изучая систему образования многочисленной тогда греческой общины Египта.
В 1948—1949 годах, в трудный период Гражданской войны в Греции, он выдвинул свою кандидатуру на кафедру лингвистики Афинского университета. Реакция была негативной и шумной: его назвали «преступником» и обвинили в том что он «привёл образование Отечества к обрыву».
В то же году (1949), по выражению Криараса, мысля не реалистически или провокационно, он выдвинул свою кандидатуру на вакантную кафедру лингвистики афинской Академии. Но Академия предпочла оставить кафедру вакантной.
Манолис Триандафиллидис умер 20 апреля 1959 года в Афинах. Не был женат.
Своё имущество и недвижимость он завещал Салоникскому университету. Согласно его завещанию, его имущество было использовано для создания Института новогреческих исследований — Фонда Манолиса Триандафиллидиса.

## Идеология
Манолис Триандафиллидис ещё в молодости сформировал свою своеобразную языковую идеологию, согласно которой, для достижения духовного переворота в греческой действительности, было необходимо чтобы народ освободился от языка кафаревусы, языка культа древности, по его определению, и учил димотику как живой, настоящий язык прогресса.
Среди сталкивающихся социалистических и либеральных идеологий, его предложением было отделение образования от языкового вопроса, предвидя, что общественные и политический последствия языкового вопроса оставят в тени потребности реформы образования. Дистанцируясь от рьяных сторонников димотики, придерживавшихся крайних позиций Я. Психариса, он предложил смешанный язык, за который он с яростью был обвинён Психарисом и был охарактеризован как консерватор его коллегой Делмузосом.
В историческом плане Триандафиллидис положительно оценил попытку Кораиса создать новогреческое койне, несмотря на возражения Психариса и других современных ему сторонников димотики. В отличие от Психариса, Триандафиллидис «осознал динамическую традицию димотики, независимо от каждого конкретного языкового выбора […] Рассматривая идеи Кораиса вне строгих рамок Психариса, Триандафиллидис сделал возможным интеграцию Кораиса в лагерь сторонников димотики».
Манолис Триандафиллидис проявил также интерес к систематическому преподаванию греческого языка грекам диаспоры, а также иностранцам, то есть переходу о преподавания греческого языка как родного к преподаванию его как второго или иностранного языка.

## Некоторые из работ
- Исследование чужих и равные права. Исследование о иностранных словах в новом греческом языке (Ξενηλασία ή ισοτέλεια. Μελέτη περί των ξένων λέξεων της Νέας Ελληνικής, 1905.)
- Книга о нашем языке (Ένα βιβλίο για τη γλώσσα μας, 1912[20].)
- Евангелие (книги) и Аттикизм (Τα Ευαγγέλια και ο Αττικισμός, 1913[21]).
- Слово (Το λήμμα, 1915[22]).
- Идеология димотики (Δημοτικισμός, 1926[23]).
- Психарис и языковой вопрос (Ο Ψυχάρης και το γλωσσικό ζήτημα, 1929[22]).
- Историческое Вступление (Ιστορική Εισαγωγή, 1938).
- Новогреческая Грамматика (Νεοελληνική Γραμματική, 1941[24]).